# Stirellus mitis
Stirellus mitis är en insektsart som beskrevs av George Willis Kirkaldy 1906. Stirellus mitis ingår i släktet Stirellus och familjen dvärgstritar. Inga underarter finns listade i Catalogue of Life.